# Đập Bái Thượng
Công trình này được người Pháp khởi công từ năm 1918 và là hệ thống thủy nông đầu tiên được xây dựng ở Trung Kỳ.
Công trình gồm: đập Bái Thượng dài 160m, cao 20m bằng bê tông và một hệ thống kênh đào dài tổng cộng 110 km tưới tiêu cho khoảng 50.000 ha thuộc lưu vực sông Chu, trong đó có nhiều đồn điền trồng lúa, bông và cây công nghiệp của thực dân.
Tổng chi phí hết 4.760.000 đồng, đập chính được khởi công ngày 28-3-1920, khánh thành ngày 10-1-1926 và toàn bộ hệ thống này được chính thức giao cho Sở Thủy nông Trung Kỳ từ ngày 27-8-1928.
Do hiện trạng xuống cấp của công trình, phần hạng mục chính đã được tiến hành tu sửa năm 1998 và hiện nay đập do công ty thủy nông sông Chu chịu trách nhiệm quản lý, điều hành.
Hiện tại phía tả ngạn phần đập tràn của đập Bái Thượng thuộc địa bàn xã Xuân Dương huyện Thường Xuân, hội đập lớn và phát triển nguồn nước Việt Nam đang phối hợp cùng các đơn vị chức năng có liên quan gấp rút hoàn thiện hồ sơ để tiến hành khởi công xây dựng công trình Thủy điện Bái Thượng với công suất lắp máy 6 MW. Thủy điện Bái Thượng nằm trong quy hoạch các công trình thủy điện nhỏ trên địa bàn tỉnh Thanh Hóa đã được phê duyệt và cấp giấy phép đầu tư. Dự kiến công trình được khởi công trong năm 2014 và hoàn thành vào năm 2016.